# جیمز گورمن (بازیکن فوتبال، زاده دادلی)
جیمز گورمن (انگلیسی: James Gorman؛ زادهٔ ۷ آوریل ۱۸۸۲) بازیکن فوتبال اهل بریتانیا است.
از باشگاه‌هایی که در آن بازی کرده‌است می‌توان به باشگاه فوتبال استوک سیتی و باشگاه فوتبال ولورهمپتون واندررز اشاره کرد.